# 糸魚川船蛸
糸魚川船蛸（學名：Argonauta itoigawai）為一種滅絕種章魚。本種於1983年發表描述，基於自上新世Senhata組日本房總半島出土的化石材料上。